# آن غروسمان
آن غروسمان (بالإنجليزية: Ann Grossman) هي لاعب كرة مضرب أمريكية، ولدت في 13 أكتوبر 1970 في غروف سيتي في الولايات المتحدة.

## وصلات خارجية
- آن غروسمان على موقع رابطة محترفات التنس (الإنجليزية)
- آن غروسمان على موقع الاتحاد الدولي لكرة المضرب (الإنجليزية)
- آن غروسمان على موقع كأس بيلي جين كينغ (الإنجليزية)